# Kalanchoe globulifera
Kalanchoe globulifera är en fetbladsväxtart som beskrevs av Joseph Marie Henry Alfred Perrier de la Bâthie. Kalanchoe globulifera ingår i släktet Kalanchoe och familjen fetbladsväxter. Inga underarter finns listade i Catalogue of Life.